# Tiffany Cromwell
Tiffany Cromwell (Adelaide, 6 de julho de 1988) é uma ciclista profissional australiana. Estreou-se como profissional em 2010 depois de se destacar como atleta amadora na equipa estadounidense da Colavita-Sutter Home p/b Cooking Light e com a Selecção da Austrália. Depois dos seus bons resultados em 2012 alinhou pela primeira equipa profissional feminina da Austrália, a GreenEDGE posteriormente chamada Orica-AIS, com a qual conseguiu a sua vitória mais importante ao impor-se na 5.ª etapa do Giro de Itália Feminino 2012.

## Palmarés
'2009
- - 1 etapa do Tour Féminin em Limousin
  - 1 etapa de La Route de France

- 2012
  - 2.ª no Campeonato da Austrália em Estrada 
  - 1 etapa do Giro de Itália Feminino

- 2013
  - Omloop Het Nieuwsblad feminina

- 2016
  - 3.ª no Campeonato da Austrália Contrarrelógio 
  - 1 etapa do Giro de Itália Feminino

- 2017
  - 1 etapa do Tour de Thüringe Feminino

## Resultados em Grandes Voltas e Campeonatos do Mundo
Durante a sua carreira desportiva tem conseguido os seguintes postos nas Grandes Voltas femininas e nos Campeonatos do Mundo em estrada:
| Carreira           | 2008 | 2009 | 2010 | 2011 | 2012 | 2013 | 2014 | 2015 | 2016 | 2017 | 2018 | 2019 |
| ------------------ | ---- | ---- | ---- | ---- | ---- | ---- | ---- | ---- | ---- | ---- | ---- | ---- |
| Giro de Itália     | 50.ª | 22.ª | 23.ª | 68.ª | 11.ª | 11.ª | 29.ª | 31.ª | 35.ª | Ab.  | 78.ª | 58.ª |
| Tour de l'Aude     | -    | -    | -    | X    | X    | X    | X    | X    | X    | X    | X    | X    |
| Grande Boucle      | -    | -    | X    | X    | X    | X    | X    | X    | X    | X    | X    | X    |
| Mundial em Estrada | -    | 52.ª | Ab.  | -    | 31.ª | 9.ª  | 5.ª  | 17.ª | 48.ª | -    | Ab.  | Ab.  |

-: não participa

Ab.: abandono

X: edições não celebradas

## Equipas
- Colavita-Sutter Home p/b Cooking Light (amador) (2008[3]-2009)
- Lotto Team (2010[4]-2011)[5]
  - Lotto Ladies Team (2010)[4]
  - Lotto Honda Team (2011)[5]
- Team Hitec Products UCK (2011)[6]
- GreenEDGE/Orica (2012-2013)
  - GreenEDGE-AIS (2012) (até maio)
  - Orica-AIS (2012-2013)
- Specialized/Velocio (2014-2015)
  - Specialized-Lululemon (2014)
  - Velocio-SRAM (2015)
- Canyon SRAM Racing (2016-2020)